# Bernard Durkan
Bernard J. Durkan (né le 26 mars 1945) est un homme politique irlandais du Fine Gael qui est Teachta Dála (TD) pour la circonscription de Kildare Nord depuis 1997, et auparavant de 1982 à 1997 et de 1981 à 1982 pour la circonscription de Kildare. Il est ministre d'État chargé de la protection sociale de 1994 à 1997. Il est sénateur du Panel agricole de mai 1982 à novembre 1982.

## Biographie
Il est né à Killasser, Swinford, comté de Mayo, en 1945 et fait ses études à St. John's, Carramore, comté de Mayo.
Durkan participe à une manifestation contre le barrage routier des agriculteurs en 1967 et est emprisonné dans la prison de Mountjoy et la prison de Portlaoise pendant huit semaines après avoir refusé de payer 7 £ 10 s. d'amende.
Il est élu au conseil du comté de Kildare en 1976 et en est membre jusqu'en 1994, occupant le poste de président de 1986 à 1987. Il est élu au Dáil Éireann pour la circonscription de Kildare aux élections générales de 1981, mais perd son siège aux élections générales de février 1982 à la suite de la défaite de la coalition Fine Gael – Parti travailliste. Il est ensuite élu membre du 16e Seanad en tant que sénateur du Panel agricole.
Durkan regagne son siège au Dáil aux élections générales de novembre 1982 et est réélu aux élections générales de 1987, 1989 et 1992. Lorsque la circonscription de Kildare est divisée, il est élu aux élections générales de 1997 pour la nouvelle circonscription de Kildare Nord et conserve son siège aux élections générales de 2002 et 2007, 2011, 2016 et 2020, conservant son siège à deux reprises lors du décompte final.
Au cours de sa carrière en tant que membre du Dáil Éireann, il occupe plusieurs portefeuilles comme porte-parole du Fine Gael, notamment la santé, l'alimentation, le commerce et l'industrie, l'assurance, l'aide au développement à l'étranger et les droits de l'homme, ainsi que les communications et les ressources naturelles. Il est ministre d'État chargé de la protection sociale de 1994 à 1997.
Il est actuellement vice-président de l'Oireachtas conjointe de la commission des affaires étrangères et du commerce et membre de la commission mixte des affaires européennes. Il a également été président de la commission des affaires européennes de l' Oireachtas et membre du Conseil oriental de la santé. Il est également whip en chef du Fine Gael.